# André Bordang
André Bordang (ur. 8 sierpnia 1875 w Pulvermühl, zm. 28 lutego 1954 w Luksemburgu) – luksemburski gimnastyk, olimpijczyk.
Uczestniczył w rywalizacji na V Igrzyskach olimpijskich rozgrywanych w Sztokholmie w 1912 roku, gdzie był najstarszym zawodnikiem w reprezentacji Luksemburga. Startował tam w dwóch konkurencjach gimnastycznych. W wieloboju drużynowym w systemie standardowym zajął z drużyną czwarte miejsce pokonując jedynie drużynę niemiecką. W wieloboju drużynowym w systemie wolnym zajął wraz z drużyną ostatnie, piąte miejsce.